# Auerbachs Mühle

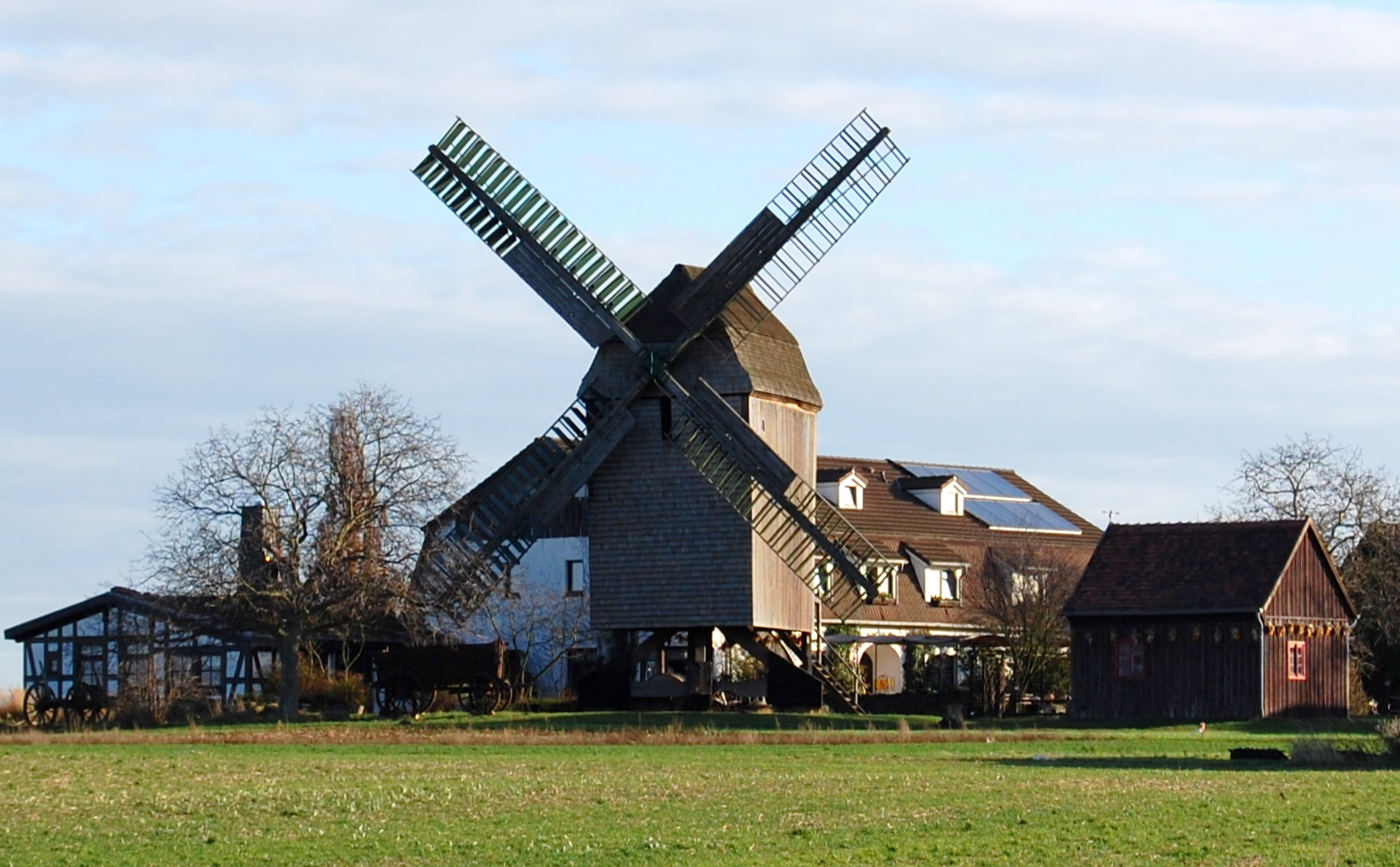
Auerbachs Mühle, Blick von Westen

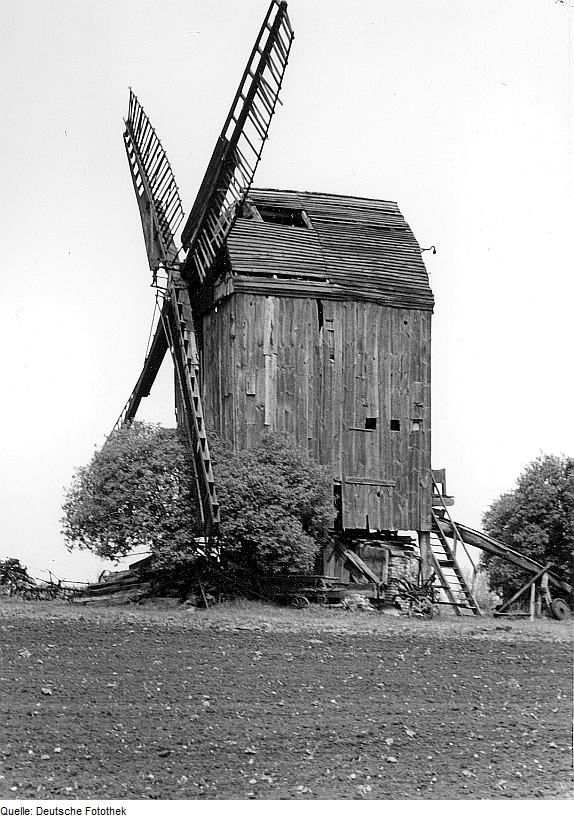
Auerbachs Mühle im Mai 1974

Auerbachs Mühle ist eine Bockwindmühle in Wolmirstedt in Sachsen-Anhalt. Das Gelände des Mühlenhofs wird heute gastronomisch genutzt.

## Geschichte
Die Mühle wurde 1842 erbaut. Der Name geht auf die hier ehemals ansässige Müllerfamilie Auerbach zurück. Bis 1952 war die Bockwindmühle in Betrieb. Letzter Müller war Karl Auerbach. Nach jahrelangem Verfall wurde die Mühle 1983 notdürftig gesichert. Von 1992 bis 1994 fand eine umfassende Sanierung statt. Zu diesem Zeitpunkt entstand auch das gleichnamige Restaurant auf dem Mühlenhof. 
Die ursprünglich sehr ruhige Lage westlich von Wolmirstedt ist durch die jetzt westlich der Mühle verlaufende Umgehungsstraße beeinträchtigt.

## Architektur
Die Mühle verfügt auch heute noch über eine vollständige Einrichtung und ist windgängig. Das Flügelkreuz besteht aus Jalousieflügeln. Als Einrichtung ist ein Mahlgang 1400 mm, ein Schrotgang 1250 mm, ein Dost-Walzenstuhl 400 mal 300, eine Sichtmaschine vom Typ Askania, eine Schälmaschine und ein Schrollenzylinder vorhanden. Darüber hinaus bestehen die typischen Hilfseinrichtungen wie Transmissionen, Sackaufzug und Elevatoren. Auch ein alter Elektromotor von der Bauart Schleifringläufer ist vorhanden.
Ein altes Göpelwerk befindet sich neben der Mühle. Es diente ursprünglich als Antrieb für eine Dreschmaschine.